# Puerto de Misaki
El Puerto de Misaki (三崎港 Misaki-kō?) es un puerto que se encuentra en lo que fue el Pueblo de Misaki (en la actualidad es parte del Pueblo de Ikata) del Distrito de Nishiuwa de la Prefectura de Ehime. Está a cargo de la Prefectura de Ehime.

## Características
Se encuentra en la Península de Sadamisaki, que sobresale de la Isla de Shikoku hacia el suroeste. Más precisamente del lado del Mar de Uwa y es el puerto más occidental de la Región de Shikoku. 
Las obras realizadas en la Ruta Nacional 197 mejoraron considerablemente el acceso a este puerto. 
Cuando las condiciones climáticas lo permiten, es posible ver la costa de la Región de Kyushu.

## Servicios de ferry
- Kokudo Kyushi Ferry
  - Puerto de Misaki - Puerto de Saganoseki (佐賀関港 Saganoseki-kō?)
    - Tiempo de viaje: 1 hora 10 minutos
    - Es el tramo marítimo de la Ruta Nacional 197 (aunque hay un proyecto para construir un puente).

- Uwajima Unyu
  - Puerto de Misaki - Puerto de Beppu (別府港 Beppu-kō?)
    - Tiempo de viaje: 2 horas 10 minutos

## Accesos

### Ruta
- Ruta Nacional 197

### Autobús
- Ferrocarril Iyo
  - Servicio rápido a la Estación Ciudad de Matsuyama
  - Servicio a la Estación Yawatahama